# Utabaenetes
Utabaenetes is een geslacht van rechtvleugeligen uit de familie grottensprinkhanen (Rhaphidophoridae). De wetenschappelijke naam van dit geslacht is voor het eerst geldig gepubliceerd in 1970 door Tinkham.

## Soorten
Het geslacht Utabaenetes  is monotypisch en omvat slechts de volgende soort:
- Utabaenetes tanneri (Tinkham, 1970)